# Hoobastank (album)
Albums de Hoobastank
Forward
(2000) The Reason
(2004)
Hoobastank est le deuxième album du groupe américain Hoobastank, sorti en 2001. C'est le premier album du groupe réalisé par Island Records. Trois singles en sont extraits, "Crawling in the Dark", "Running Away" et "Remember Me". 

## Liste des chansons
| 1.    | Crawling in the Dark | Dan Estrin, Douglas Robb                     | 2:55 |
| 2.    | Remember Me          | Dan Estrin, Douglas Robb                     | 3:35 |
| 3.    | Running Away         | Dan Estrin, Douglas Robb                     | 2:58 |
| 4.    | Pieces               | Dan Estrin, Douglas Robb, Markku Lappalainen | 3:15 |
| 5.    | Let You Know         | Dan Estrin, Douglas Robb                     | 3:40 |
| 6.    | Better               | Lappalainen, Douglas Robb                    | 2:53 |
| 7.    | Ready for You        | Lappalainen, Douglas Robb                    | 3:07 |
| 8.    | Up and Gone          | Lappalainen, Douglas Robb                    | 3:22 |
| 9.    | Too Little Too Late  | Estrin, Douglas Robb                         | 3:15 |
| 10.   | Hello Again          | Lappalainen, Douglas Robb                    | 3:02 |
| 11.   | To Be with You       | Lappalainen, Douglas Robb                    | 4:02 |
| 12.   | Give It Back         | Estrin, Douglas Robb                         | 2:58 |
| 39:02 |                      |                                              |      |

(Note: l'édition japonaise comprend deux titres en bonus: "Losing My Grip" et "The Critic")